# ZNF160
ZNF160‏ (Zinc finger protein 160) هوَ بروتين يُشَفر بواسطة جين ZNF160 في الإنسان.